# Комаровский проезд

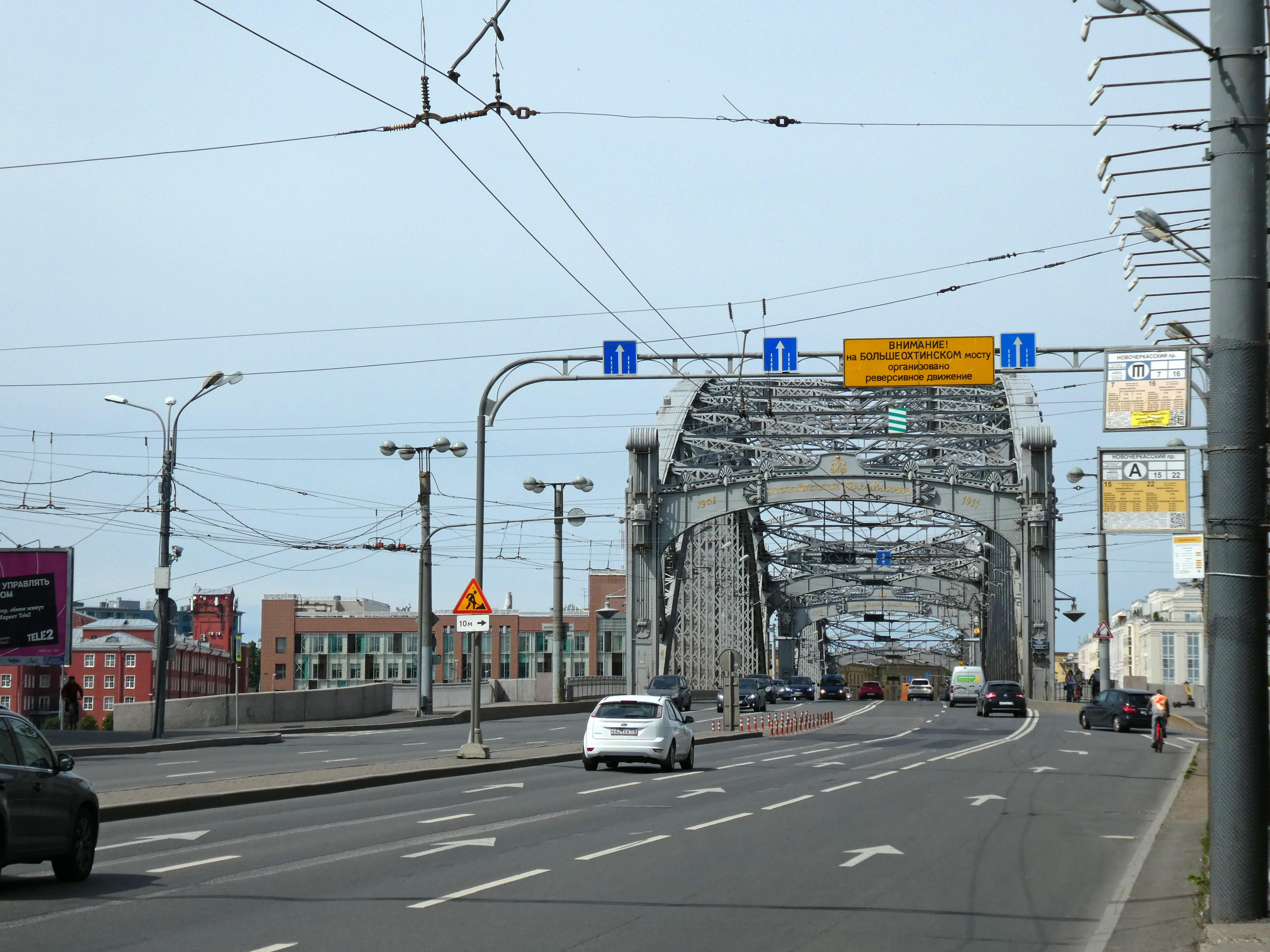
Вид на Большеохтинский мост из Комаровского проезда

Комаро́вский прое́зд — проезд в Красногвардейском районе Санкт-Петербурга. Проходит от Малоохтинской набережной до Новочеркасского проспекта.

## История
По меньшей мере с 1836 года эта дорога называлась Комаровским переулком. Топоним происходит от фамилии графа Комаровского, владевшего располагающейся здесь суконной фабрикой. В 1965 году переулок вошел в состав Якорной улицы, а в 1983-м — в состав Красногвардейской площади.
20 мая 2021 года этот проезд был вновь выделен из состава Красногвардейской площади. Тогда ему присвоили название Комаровский проезд. «Фактически он представляет собой самостоятельный проезд», — аргументировала топонимическая комиссия Санкт-Петербурга.

## Пересечения
- Малоохтинская набережная
- Новочеркасский проспект